# Clementine 2
Clementine 2 – proponowana przez NASA misją, której celem było zbadanie dwóch ciał niebieskich należących do obiektów bliskich Ziemi w tym planetoid 433 Eros oraz 4179 Toutatis.
Uderzenie sondy kosmicznej w planetoidę 4179 Toutatis było potrzebne do zbadania  wytrzymałości oraz różnych właściwości powierzchniowego regolitu. Misja została zaplanowana na lipiec 1995 roku, a spotkanie z planetoidą 433 Eros miało nastąpić 13 marca 1996 roku, a przelot nad planetoidą 4179 Toutatis miało nastąpić 4 października 1996 roku, około 440 dni po starcie.
Misja miała być następcą misji Clementine i miała zostać wystrzelona za pomocą rakiety Minotaur-C, ale ostatecznie została anulowana w 1997 roku.